# Стоу (Мен)
Стоу (англ. Stow) — місто (англ. town) в США, в окрузі Оксфорд штату Мен. Населення — 393 особи (2020).

## Демографія
Згідно з переписом 2010 року, у місті мешкало 385 осіб у 149 домогосподарствах у складі 109 родин. Було 232 помешкання
Расовий склад населення:
| - 97,7 % — білих - 0,8 % — чорних або афроамериканців - 0,3 % — корінних американців |

До двох чи більше рас належало 1,3 %. Частка іспаномовних становила 0,0 % від усіх жителів.
За віковим діапазоном населення розподілялося таким чином: 22,3 % — особи молодші 18 років, 63,4 % — особи у віці 18—64 років, 14,3 % — особи у віці 65 років та старші. Медіана віку мешканця становила 44,0 року. На 100 осіб жіночої статі у місті припадало 109,2 чоловіків;  на 100 жінок у віці від 18 років та старших — 99,3 чоловіків також старших 18 років.
Середній дохід на одне домашнє господарство  становив 63 825 доларів США (медіана — 62 750), а середній дохід на одну сім'ю — 69 049 доларів (медіана — 68 125). Медіана доходів становила 43 684 долари для чоловіків та 35 208 доларів для жінок. За межею бідності перебувало 15,2 % осіб, у тому числі 14,8 % дітей у віці до 18 років та 20,2 % осіб у віці 65 років та старших.
Цивільне працевлаштоване населення становило 210 осіб. Основні галузі зайнятості: освіта, охорона здоров'я та соціальна допомога — 21,0 %, мистецтво, розваги та відпочинок — 20,0 %, виробництво — 13,3 %, будівництво — 10,5 %.